# 宿豫区
宿豫区（しゅくよ-く）は中華人民共和国江蘇省宿遷市に位置する市轄区。

## 歴史
1996年、宿遷市より宿豫県として分割設置された。2004年に市轄区に改変され現在に至る。

## 行政区画
- 街道:順河街道、豫新街道、下相街道、陸集街道、曉店街道、井頭街道
- 鎮:仰化鎮、大興鎮、来竜鎮、関廟鎮、新荘鎮、皂河鎮
- 郷:曹集郷